# FindLaw
FindLawはトムソンロイターが運営する、法令・判決・法曹の無料データベースサイトである。
膨大な量のデータが収められていて、米国で法律を学ぶものなら誰でも一度は使ったことがあるであろう有名サイトであるが、90年代前半以前の下級審判例が取れない或いはデッドリンクが多いといった問題点が指摘されている。